# Miniature ottomane

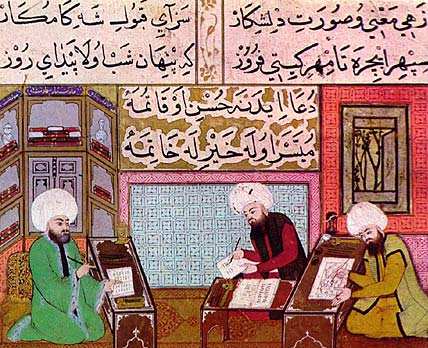
Calligraphes et peintre au travail sur un manuscrit. Vers 1595-1603. Palais de Topkapi, Inv. 1609/74a.

La miniature ottomane désigne l'art d'illustrer les livres dans l'empire ottoman du XVe au XVIIIe siècle. Après quelques prémices, cet art atteint son apogée sous le règne de Soliman le Magnifique et surtout de Mourad III (1574-1595). Elle est influencée par la miniature persane, la peinture occidentale et chinoise[réf. nécessaire].

## Les origines de la miniature ottomane auXVesiècle
L'histoire de la miniature ottomane commence avec l'arrivée de Mehmed II à Constantinople. Sa cour installée dans la nouvelle capitale, il fait appel à des artistes étrangers. Depuis l'Occident, il fait venir un grand nombre d'artistes de Tabriz. Cette ville est à l'époque marquée par l'art de Mohamed Siyah Qalem, qui parvient à faire la synthèse de l'Asie centrale d'où il est sans doute originaire, l'art perse voire occidental. Il faut cependant attendre 1514 et la prise de Tabriz par les Ottomans pour voir arriver à Constantinople ses premiers manuscrits. Le sultan fait aussi venir des artistes italiens tels que Gentile Bellini et Costanzo da Ferrara qui sont ainsi à Constantinople en 1479 à l'occasion de la paix signée entre les Turcs et les Vénitiens. À l'inverse, il fait envoyer à Venise des artistes turcs pour être formé en Occident, tels que Nakkaş Sinan Bey, le plus célèbre d'entre eux à l'époque. Tous ces artistes ont d'ailleurs réalisé des portraits du sultan. Ces influences contribuent à forger un style propre qui émerge à l'époque.

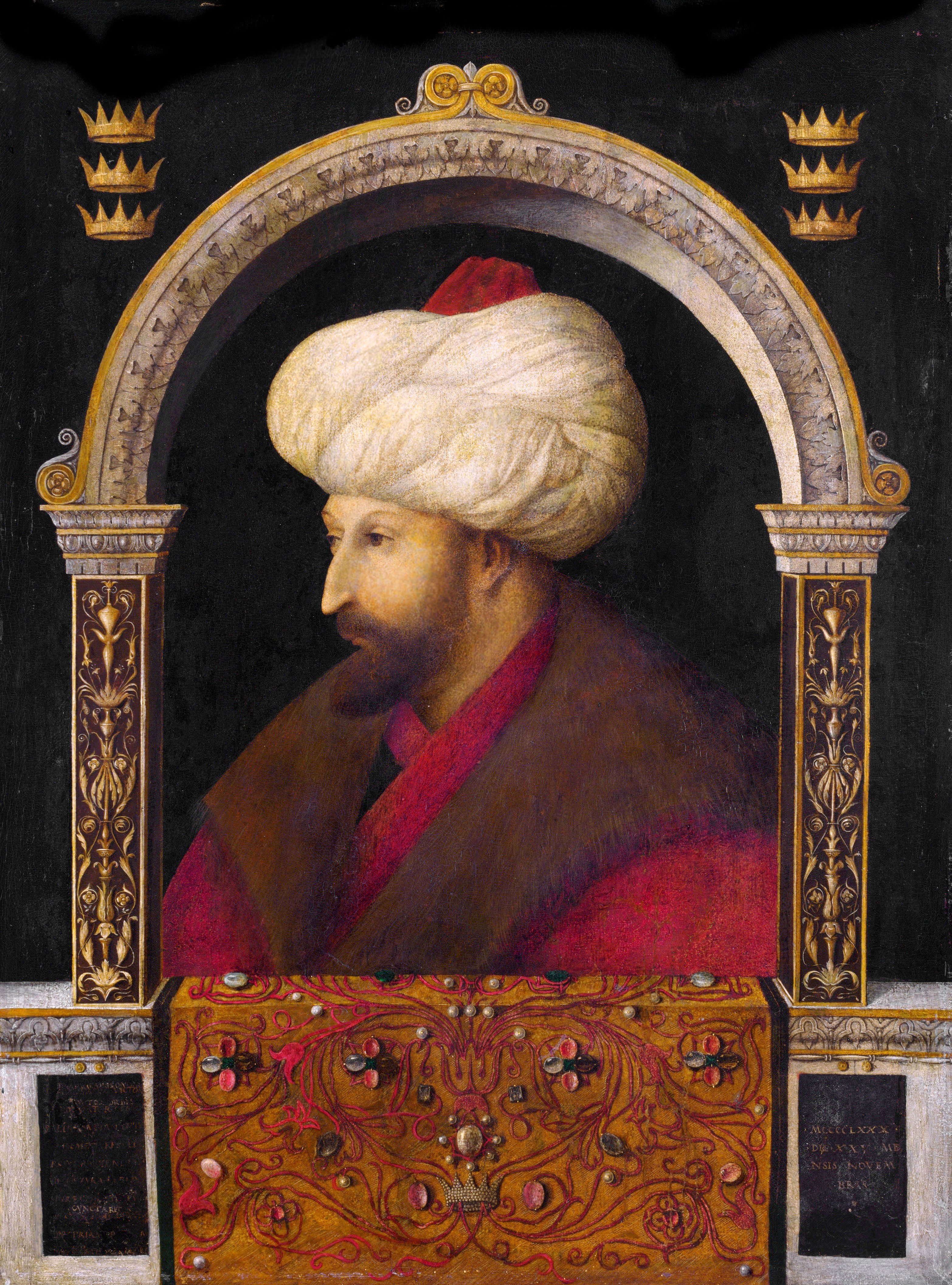
Portrait de Mehmed II par Gentile Bellini
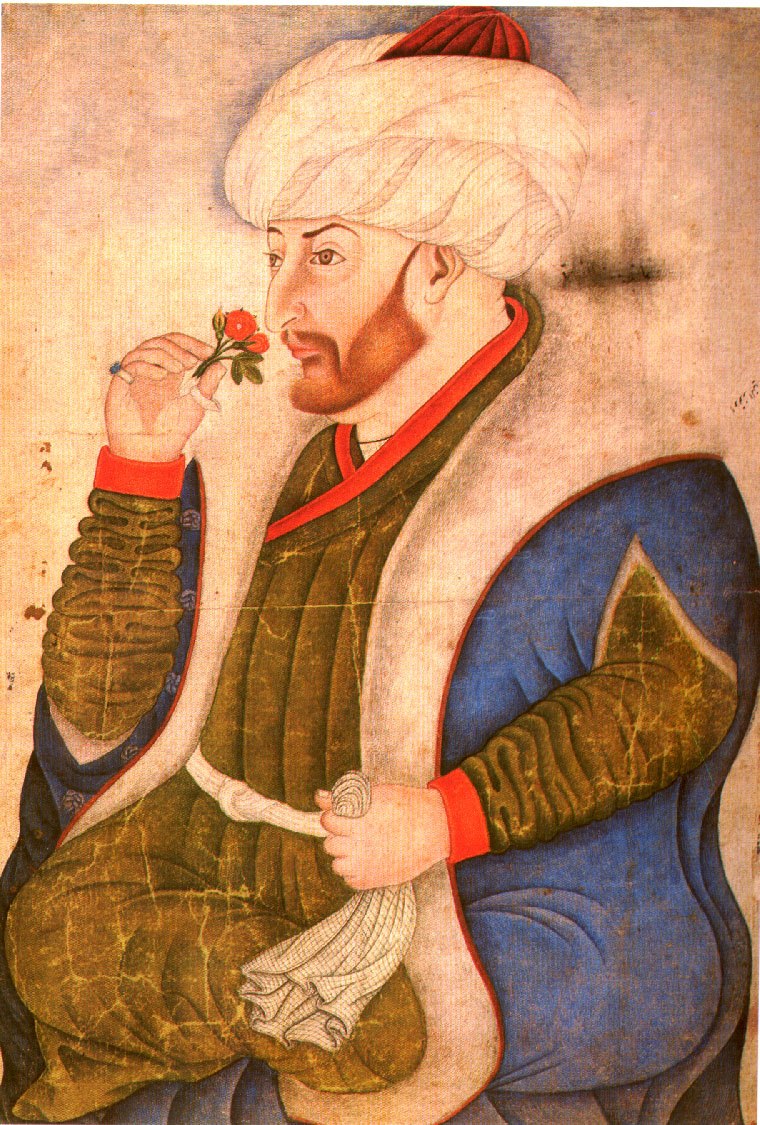
Portrait de Mehmed II par Nakkaş Sinan Bey

## L'âge d'or de la miniature ottomane auXVIesiècle
En 1514, Sélim Ier prend Tabriz et ramène avec lui à Constantinople 700 familles d'artistes de la ville. En 1517, il prend possession du royaume mamelouk, étendant l'empire à la Syrie, la Palestine, l'Égypte et l'Arabie. Les artistes de ces régions se tournent alors vers la capitale du nouvel empire. Sous les règnes de Soliman le Magnifique et de Mourad III, l'art de la miniature dans l'empire ottoman atteint son apogée. C'est à l'époque du premier que remonte les plus anciennes traces de l'activité d'un atelier impérial, dans le palais du sultan, appelé nakkash-hane. Plusieurs sources indiquent que cet atelier est non seulement occupé par des peintres perses, mais aussi albanais, hongrois, circassiens et bien sûr turcs.
Si l'influence persane est très importante, la miniature turque s'en détache rapidement au début du siècle. La miniature persane s'attache en effet à illustrer essentiellement des textes littéraires, qui restent très rares dans la production ottomane. Celle-ci se concentre essentiellement dans les livres d'histoire, s'attachant à illustrer les récits des hauts faits des sultans ottomans. Les manuscrits comportent alors de grands nombres de portraits dans lesquels se sont spécialisés plusieurs artistes. Les miniatures sont marquées par un grand réalisme, parfois poussé à l'extrême. Sont ainsi exécuté à cette époque, le Selim Nameh, exécuté pour Soliman en mémoire de son père (Palais de Topkapi, Hazine 1597-1598), puis le Souleymane Nameh, daté de 1558 (Hazine 1517) ou encore une Histoire du siège de la ville de Szigeth (Hazine 1339), qui date du règne de son fils, Sélim II.

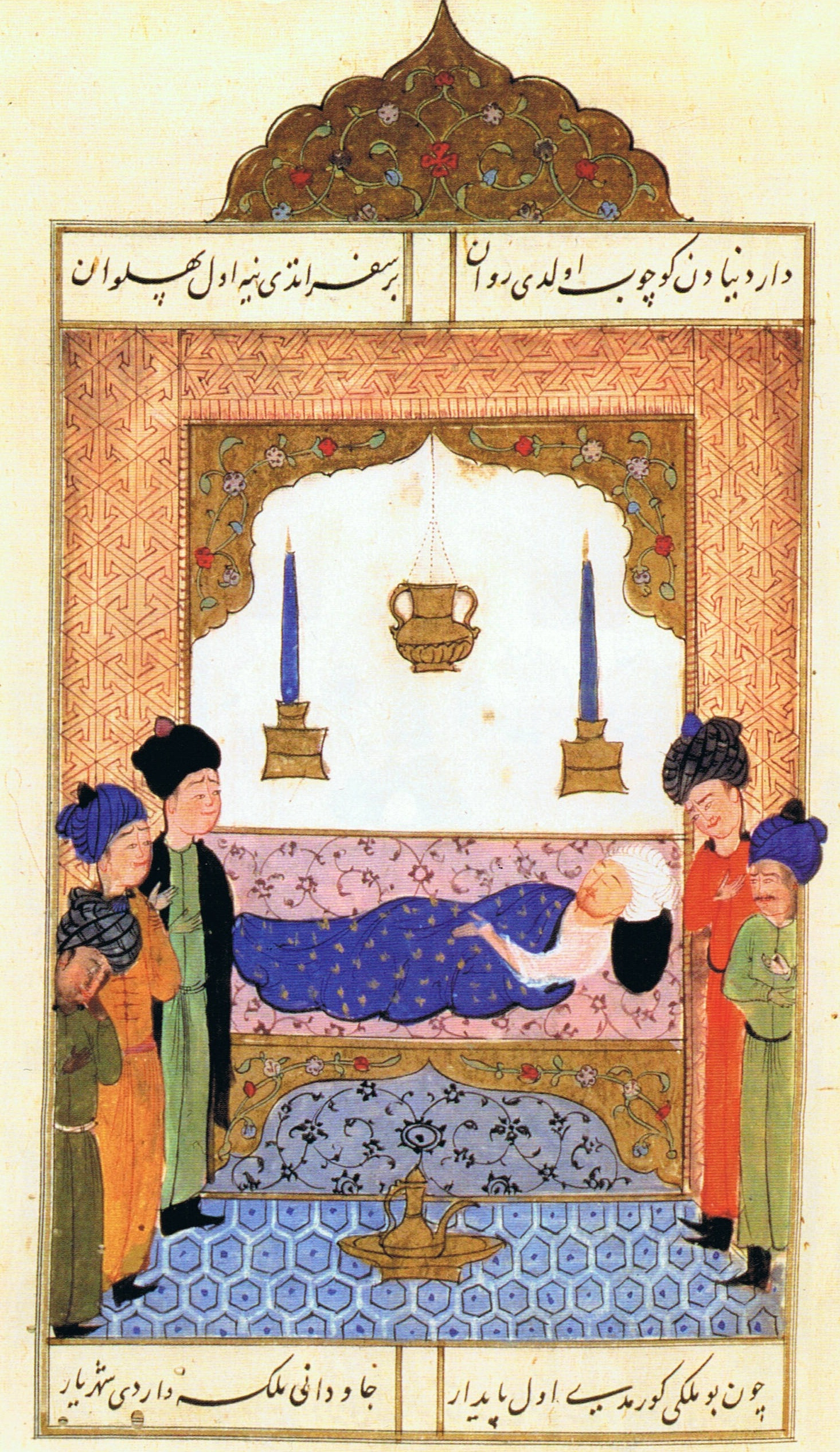
Selim Nameh, Selim Ier sur son lit de mort.
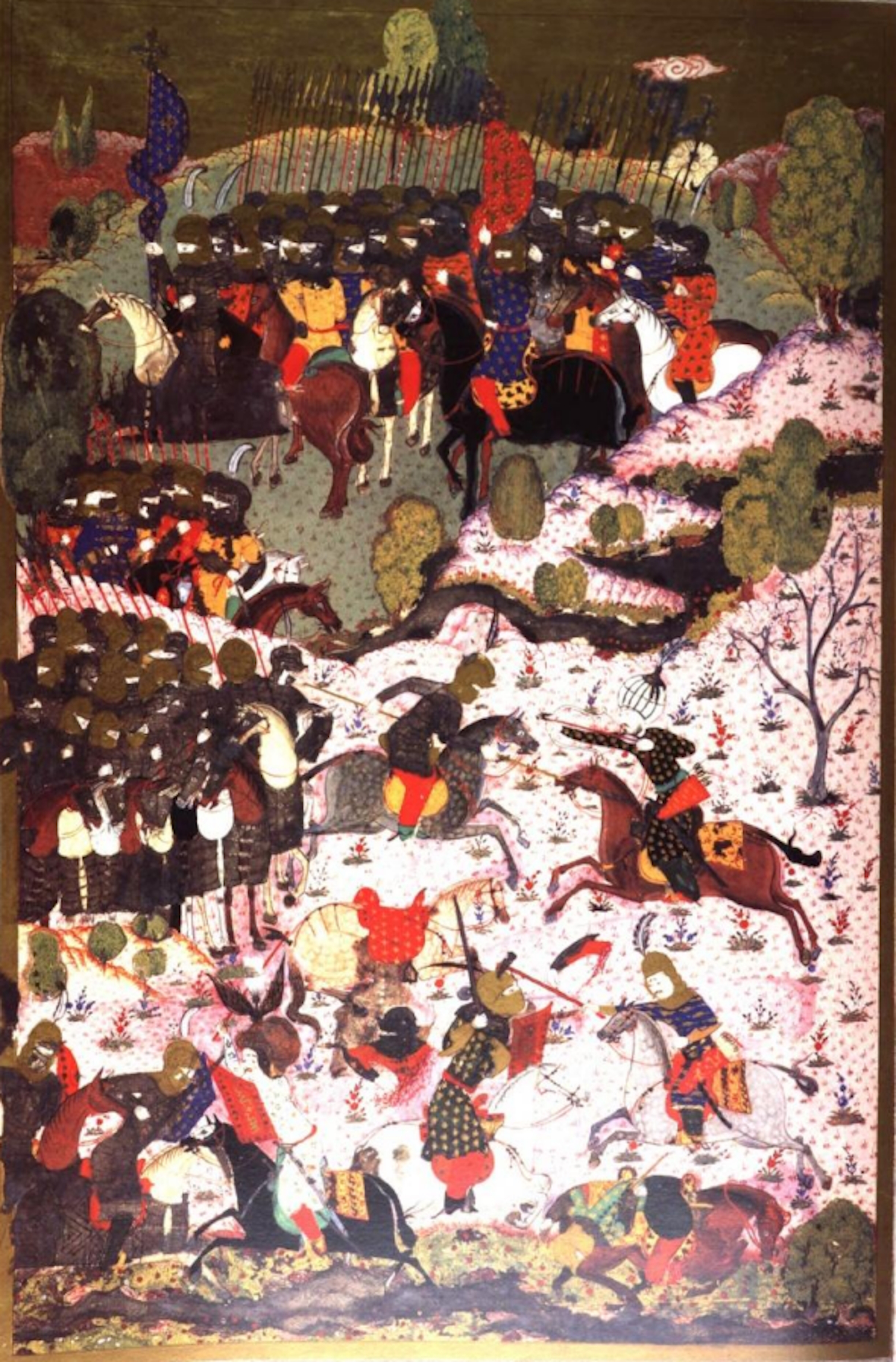
Souleymane Nameh, combat singulier durant la Bataille de Mohács (1526).
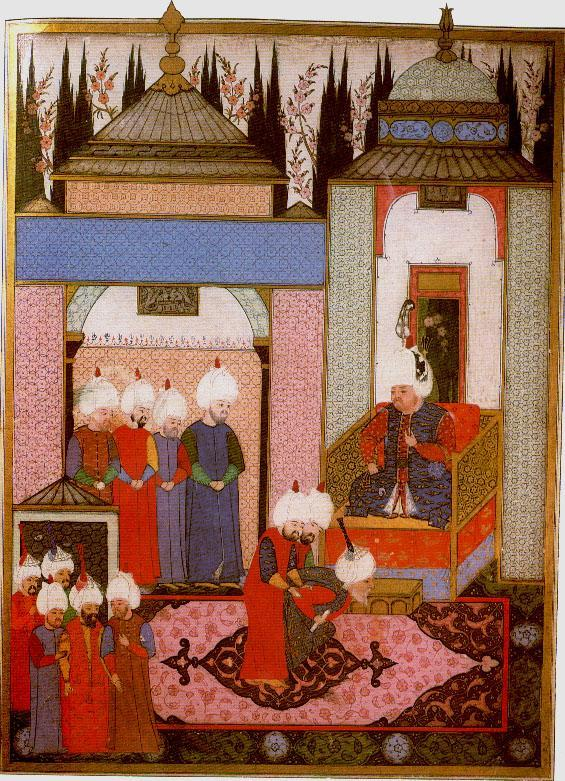
Histoire du siège de la ville de Szigeth, Sélim II recevant l'ambassadeur Safavide.

Sous le règne de Mourad III, des ouvrages d'histoire sont toujours illustrés : les plus célèbres sont l'Hünername (Livre des gestes, 2 volumes, 1584-1589, Palais de Topkapi, Hazine 1523), qui raconte les exploits de Soliman le magnifique, et qui contient 160 miniatures et le Sürname ou « Livre des fêtes », qui contient 427 miniatures évoquant la circoncision de Mehmed III, fils de Mourad (Palais de Topkapi, Hazine 1344). Ces miniatures sont attribuées à l'atelier alors dirigé par Nakkach Osman, le plus célèbre peintre de sa génération. Chacune possède une composition très complexe, tracée avec des lignes de couleurs ou rehaussées d'or,.

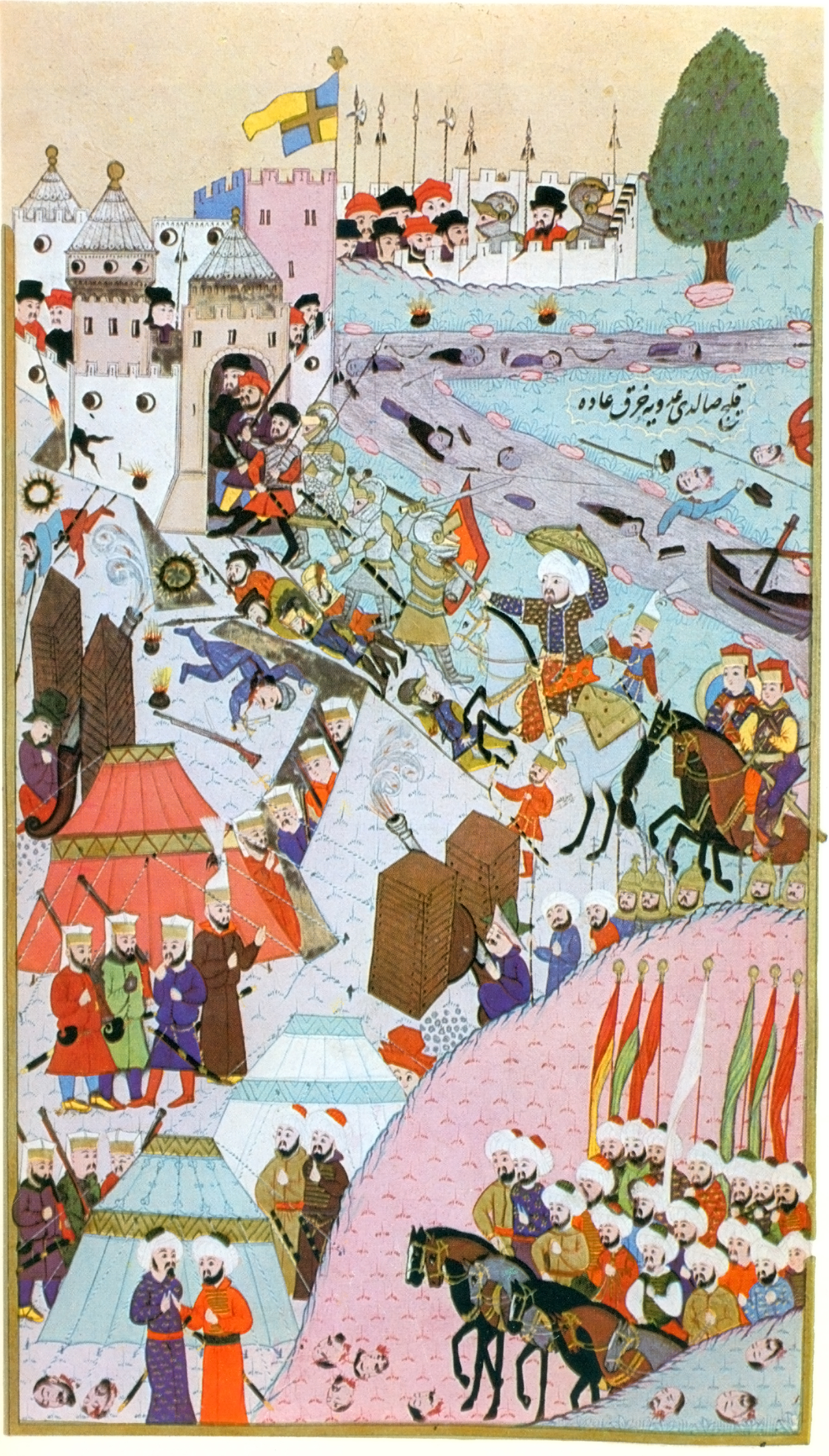
Hünername, la prise de Belgrade
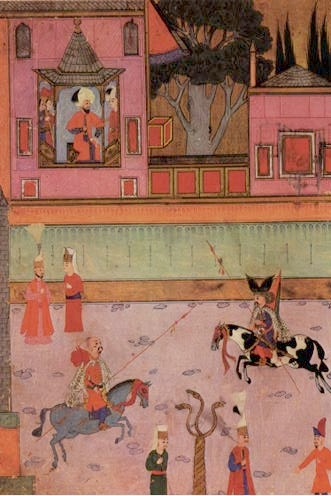
Sürname, parade de cavaliers devant Mourad III
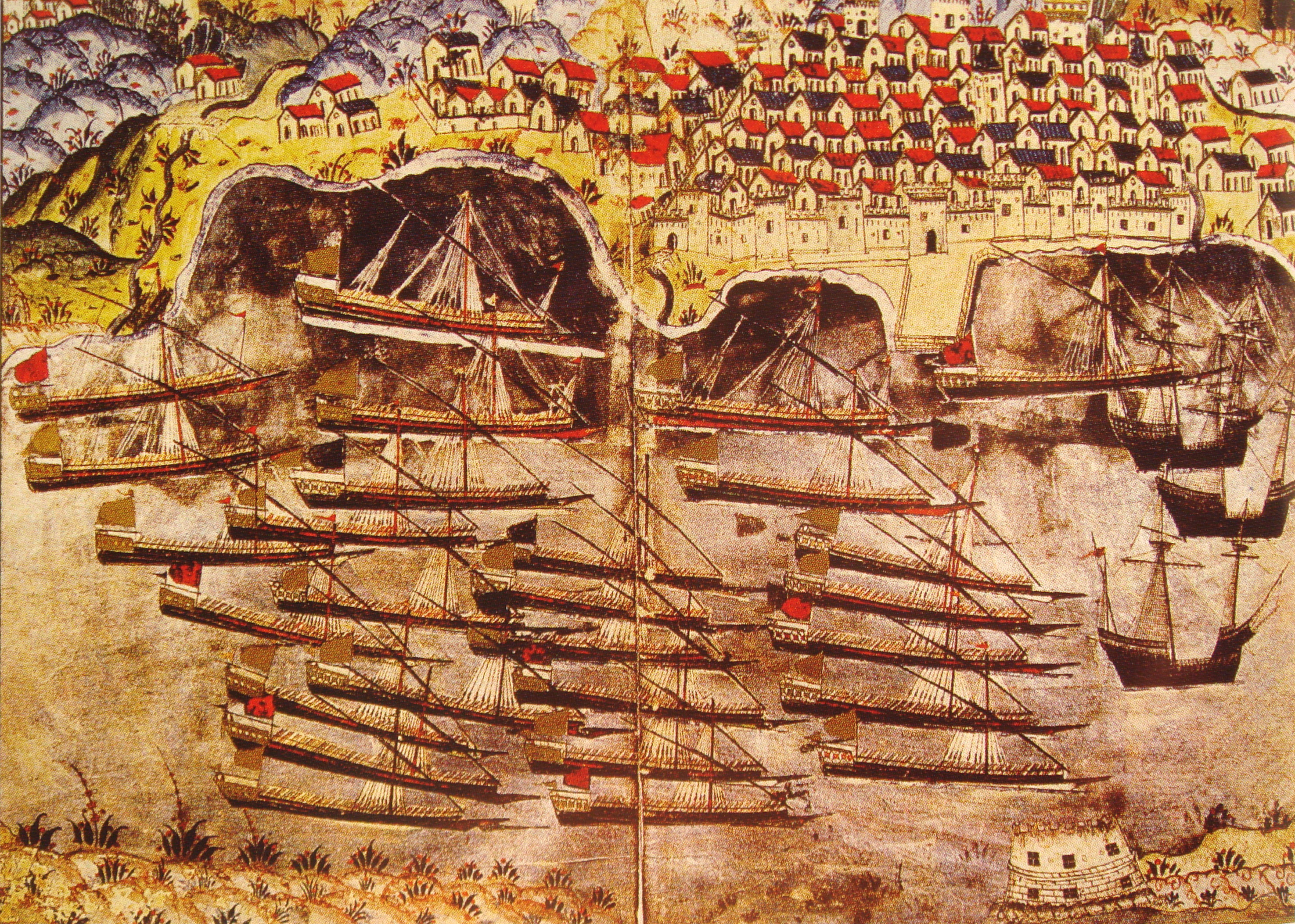
La flotte de Barberousse dans la rade de Toulon, miniature de Nasuh al-Matraki

Une autre spécialité de la miniature ottomane à cette époque est la représentation de vues topographiques de paysages et d'architectures. Nasuh al-Matraki a ainsi représenté, dans le Menazil Nameh plusieurs vues de cités arabes (dont la Mecque et Médine), à l'occasion de la première campagne de Soliman. Il est aussi à l'origine de plusieurs vues de ports méditerranéens à l'occasion de campagnes de Soliman en Méditerranée occidentale, tels que Toulon, Nice ou Marseille,.

## Le déclin duXVIIesiècle
Le début du XVIIe siècle marque le début d'un déclin de la miniature ottomane. La représentation des personnages devient de plus en plus caricaturale, avec des têtes disproportionnés par rapport aux corps par exemple.
Sous le règne d'Ahmed Ier, les portraits de femmes sont privilégiés, ainsi que les représentations imaginaires de personnages ou de paysages, abandonnant le réalisme de la période précédente. À partir de 1623, un regain de puritanisme religieux marque un arrêt brutal de la production de miniatures,.

## Le renouveau duXVIIIesiècle
Deux peintres marquent un dernier renouveau de la miniature ottomane, pendant l'ère des tulipes. Abdülcelil Levni (mort en 1732) produit ainsi un nouveau Sürname inspiré de celui produit au XVIe siècle, avec 137 miniatures. Il contribue à introduire les débuts de la perspective européenne. Il se spécialise par ailleurs dans le portraits de femmes. Abdullah Bukhari (en) (actif vers 1735-1748) est considéré comme le dernier grand maître de la miniature ottomane. Outre des portraits de femme, il représente de nombreuses scènes intimes dans des jardins, parfois teintées d'érotisme. Après lui, la peinture ottomane perd toute originalité vis-à-vis de la peinture occidentale notamment,.

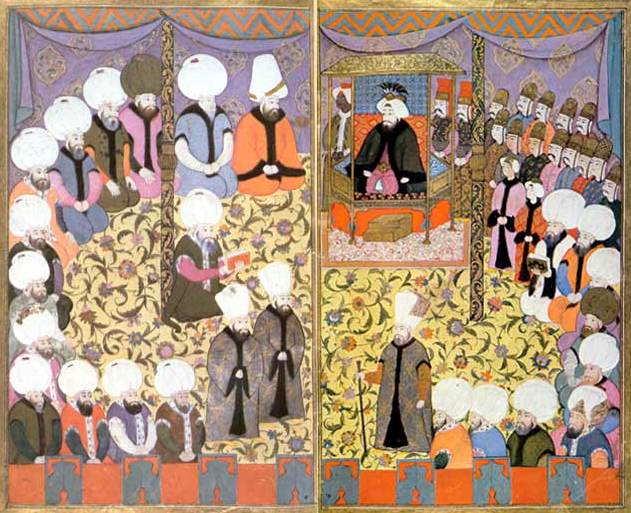
Sürname d'Ahmed III, le sultan entouré de sa cour
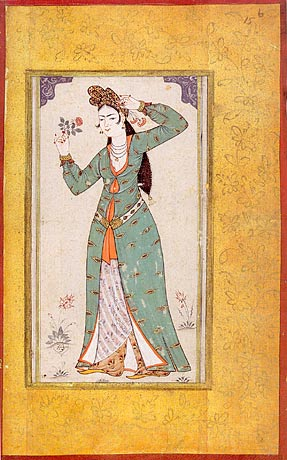
Portrait de femme par Abdulcelil Levni